# Kenji (manga)
Kenji (拳児 Quyền nhi) là một manga (truyện tranh Nhật Bản) do Matsuda Ryuchi đảm trách phần nội dung và Fujiwara Yoshihide minh họa. Tác phẩm xoay quanh nhân vật Goh Kenji (Cương Quyền Nhi), một võ sinh người Nhật theo học môn võ Bát cực quyền.
Matsuda viết tác phẩm này dựa theo những hiểu biết của ông về võ thuật và cả những trải nghiệm của ông trong nhiều năm nghiên cứu và rèn luyện võ thuật. Tác phẩm Kenji đề cập đến nhiều môn võ thuật khác nhau trên thế giới như Bát cực quyền, Đường Lang quyền, Bát quái chưởng, Trần thức Thái cực quyền, Phách quải quyền, Hình ý quyền, Võ thuật người Hồi tại Trung Hoa, Thiếu lâm, Hồng gia quyền, Đại Đông lưu Hiệp khí nhu thuật, Tùng đào quán,... và thường minh họa chi tiết nhiều mặt hiện thực của các môn sinh tham gia võ thuật.
Kenji được đăng lần đầu trên tạp chí Shōnen Sunday Shogakukan từ năm 1988 đến 1992, tổng cộng có 21 tập đơn hành bản.

## Cốt truyện
Cốt truyện xoay quanh cuộc đời của một võ sinh người Nhật sống vào cuối thế kỷ 20 mang tên Goh Kenji. Kenji vốn có sự yêu thích đặc biệt với môn võ Bát cực quyền - môn võ mà ông nội của anh truyền thụ cho anh từ lúc nhỏ. Trong quá trình luyện tập võ nghệ, Kenji đã làm quen và thụ giáo với nhiều cao thủ võ lâm và học thêm nhiều chiêu thức võ công của các môn võ khác nhằm hoàn thiện trình độ Bát cực quyền của mình. Đối thủ của Kenji là Tony Đàm, một thành viên thuộc Hội Tam hoàng và là một võ sinh có trình độ điêu luyện trong các môn võ như Thiếu lâm, Hồng gia quyền, Tâm ý lục hợp quyền.

## Nhân vật

### Nhân vật chính
- Goh Kenji (剛拳児, Cương Quyền Nhi)
- Goh Kyōtairō (剛侠太郎, Cương Hiệp Thái Lang)
- Tony Đàm